# Red fraction
«Red fraction» es el primer sencillo de la cantante de I've Sound, Mell y el primer sencillo publicado con Geneon Universal entertainment. la canción que da título al sencillo fue utilizada como canción de apertura de la serie de anime: Black Lagoon. Hasta ahora, este ha sido el sencillo más exitoso de Mell, alcanzando el undécimo puesto en el Oricon vendiendo en total, más de 38,006 copias.

## Canciones
1. «Red fraction» -- 3:42
Composición: Kazuya Takase
Arreglos: Kazuya Takase
Letra: Mell
2. «Red fraction» (instrumental) -- 3:41
3. «Red fraction» (G.M.S remix) -- 6:02
Composición: Kazuya Takase
Arreglos: G.M.S
Letra: Mell